# Stanislas Lépine

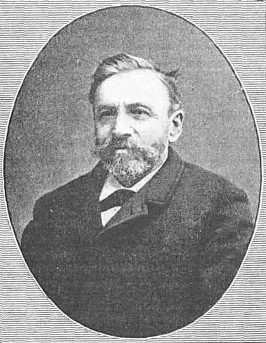
Portret van Stanislas Lépine

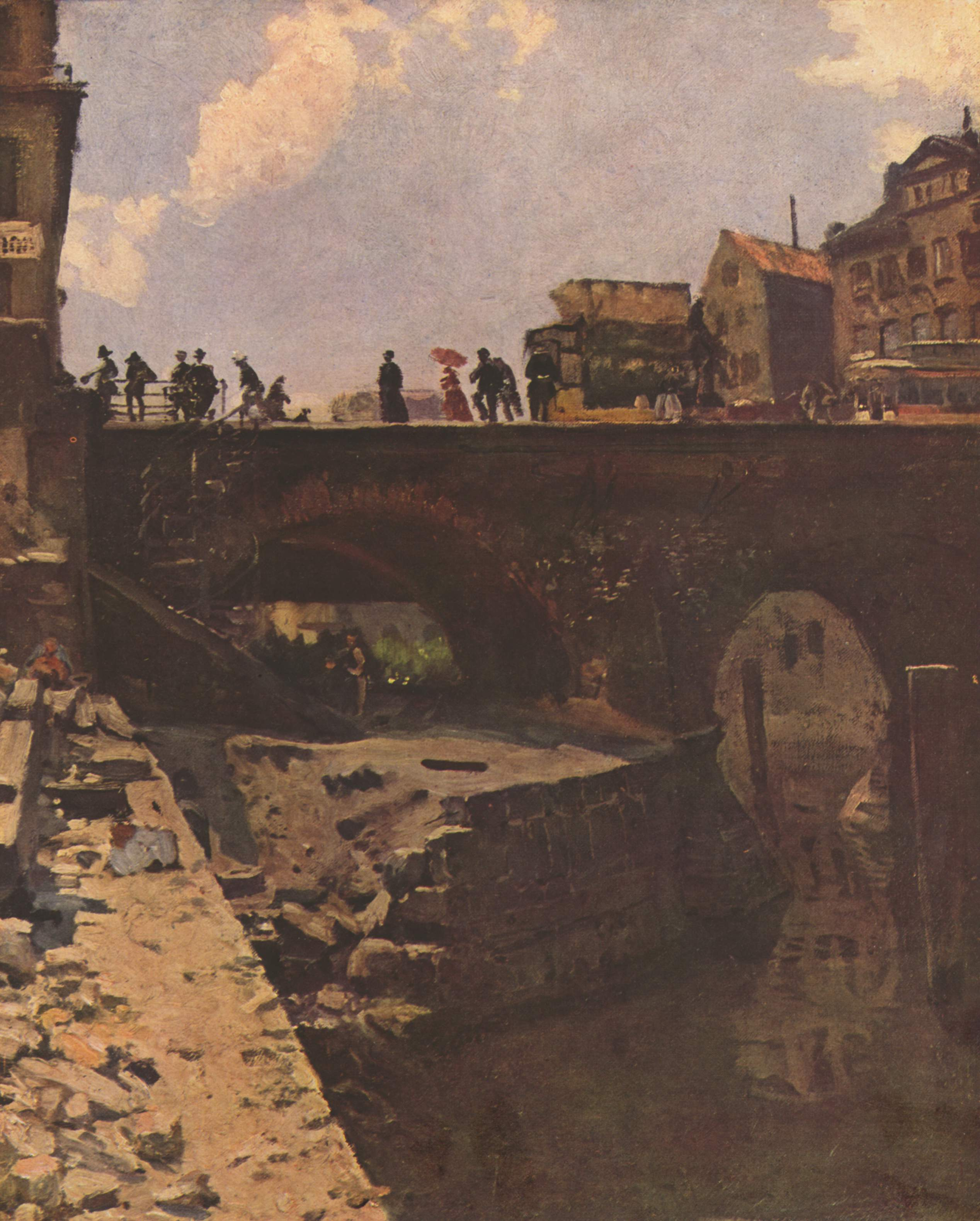
Brug in een Franse stad, ca. 1870, olieverf op doek, 50 x 40 cm, Wenen, Österreichische Galerie

Stanislas Victor Edouard Lépine (Caen (Normandië), 3 oktober 1835 - Parijs, 28 september 1892) was een Franse impressionistische kunstschilder. 

## Leven
In 1855 verhuisde Lépine naar Parijs. Daar werd hij in 1859 leerling in het atelier van Camille Corot. De kunstverzamelaar Fantin-Latour, die hij daar ontmoette, moest hem meer dan eens financieel bijstaan omdat Lépine nauwelijks bekend was bij het grote publiek. Bij zijn collega-kunstenaars vond hij echter grote waardering. Hoewel hij zich niet gebonden voelde aan een specifieke stijl, nam hij in 1874 toch deel aan de Eerste tentoonstelling van de impressionisten bij Nadar. Op de tentoonstelling van 1889 werd hij bekroond met de eerste prijs en kreeg hij een medaille. 
Hij stierf in armoede en zijn vrienden moesten een collecte organiseren om de begrafenis te kunnen bekostigen. In december 1892 werd een overzicht van zijn werken getoond in de galerie van Paul Durand-Ruel. 

## Betekenis

Pont de la Tournelle, 1862

Lépine werd voornamelijk beïnvloed door Corot en Jongkind. Zijn werk bevindt zich tussen het pre-impressionisme en het impressionisme en bestaat hoofdzakelijk uit landschappen, die een grote liefde voor de natuur laten zien en die met groot gevoel van licht en een beperkt scala van kleuren zijn geschilderd. Het zwaartepunt bestaat uit afbeelding van de Seine en van water- en rivieroevers. Lépine's werken stralen rust en degelijkheid uit en worden gekenmerkt door smaak en kwaliteit. 